# Casa de lângă calea ferată
Casa de lângă calea ferată este o pictură în ulei pe pânză din 1925 a lui Edward Hopper, în prezent găzduită în Museum of Modern Art, New York.

## Context
Casa despre care se spune că a inspirat tabloul este o vilă victoriană în stil Second Empire din Haverstraw, New York, unde se află și astăzi. Se spune că tabloul ar fi influențat casa Bates din filmul Psycho al lui Alfred Hitchcock, una dintre casele din filmul Uriașul din 1956 regizat de George Stevens, casa creată de Charles Addams pentru Familia Addams, și casa din Zile în paradis.
În Casa 1929-1930 pânza a fost inclusă în Paintings by 19 Living Americans, prima expoziție a Muzeului de Artă Modernă dedicată exclusiv artei americane. A fost achiziționată de MoMA în 1930, fiind una dintre tablourile inaugurale care au intrat în patrimoniul noii instituții de artă de atunci. Lucrarea a fost donată MoMA de moștenitorul companiei de mașini de cusut Singer, colecționar de artă și filantrop Stephen Clark.